# 中国共产党广东省纪律检查委员会
中国共产党广东省纪律检查委员会，简称中共广东省纪委，是中国共产党的省级纪律检查机关，与广东省监察委员会合署办公。

## 历届组成人员
第十三届省纪委（2022年5月至今）
- 书记：宋福龙（2022年5月—2024年12月）、马森述（2025年6月—）
- 副书记：张子兴、黄远通、宫立云（女）、方明